# Douma (assemblée russe)
Ne doit pas être confondu avec Douma, Douma des boyards, Douma d'État de l'Empire russe ou Douma d'État.
Pour les articles homonymes, voir Douma (homonymie).
Une douma (en russe : дума) est une assemblée russe dotée de fonctions consultatives ou législatives.
Le terme « Douma des boyards » est utilisé pour désigner les conseils consultatifs en Russie du Xe  au  XVIIe siècle. À partir du XVIIIe siècle, des doumas municipales ont été constituées dans toute la Russie.
La première Douma d'État officiellement constituée fut la Douma d'État de l'Empire russe introduite dans l'Empire russe par l'empereur Nicolas II en 1905. L'empereur conservait un droit de véto absolu et pouvait dissoudre la Douma d'État à tout moment pour une raison valable. Nicolas dissout la première Douma d'État (1906) en 75 jours ; des élections pour une deuxième Douma ont lieu l'année suivante. Le gouvernement provisoire russe a dissous la dernière Douma d'État impériale (la quatrième Douma) en 1917 pendant la Révolution russe.
Depuis 1993, la Douma d'État (en russe : Государственная дума) a fonctionné comme la chambre législative basse de la Fédération de Russie.

## Étymologie
Le mot russe duma est hérité du proto-slave *duma, mais son origine exacte fait l'objet de débats parmi les linguistes. Plusieurs théories, chacune soutenue par des arguments solides, ont été proposées pour expliquer sa provenance.
- Stefan Mladenov et Axel Stender-Petersen suggèrent une origine indo-européenne ancienne : la racine dʰewh₂- (« fumer »), liée au proto-slave duti (« souffler, gonfler ») et à dymъ (« fumée »). Selon eux, le mot aurait d'abord évoqué le souffle ou l'esprit, à rapprocher du grec ancien thūmós (θυμός), qui signifie « âme, émotion », et parfois aussi « pensée, esprit ».
- André Vaillant avance une autre hypothèse : duma serait une contraction d'un composé hypothétique douma < do- + umъ (« esprit ») + -a. Cette étymologie le rapproche du verbe slave douměti (« comprendre »), dont dérive en russe надоу́мить (nadoúmitʹ, « conseiller, éclairer l'esprit »).
- Václav Machek, quant à lui, pense que le mot viendrait d'un renversement de la racine mewHdʰ-, également à l'origine du proto-slave myslь (« pensée ») et du grec mûthos (μῦθος, « parole, récit, mythe »).

On pense également qu'il dérive du proto-germanique *dōmaz. Le mot est également apparenté au verbe russe dumat′ (думать) qui signifie « penser ».

## Douma des boyards
Le terme Douma des boyards (en russe : боярская дума) est utilisé pour désigner les conseils de boyards et de descendants de boyards (en) qui conseillaient le prince sur les questions d'État à l'époque de la Rus' de Kiev et du tsarisme de Russie,. En 1711, Pierre le Grand transfére ses fonctions au Sénat dirigeant. Les sources contemporaines font toujours simplement référence aux « boyards » ou à la « douma », mais jamais à la « douma des boyards ». À l'origine, il y avait dix à douze boyards et cinq ou six okolnichies. En 1613, la douma s'était agrandie à vingt boyards et huit okolnichies. Des nobles de moindre importance, des « gentilshommes de la douma » (dumnye dvoriane) et des secrétaires, furent ajoutés à la douma et le nombre d'okolnichies augmenta dans la seconde moitié du XVIIe siècle. En 1676, le nombre de boyards s'élève à cinquante — ils ne constituaient alors plus qu'un tiers de la douma,.

## Doumas municipales

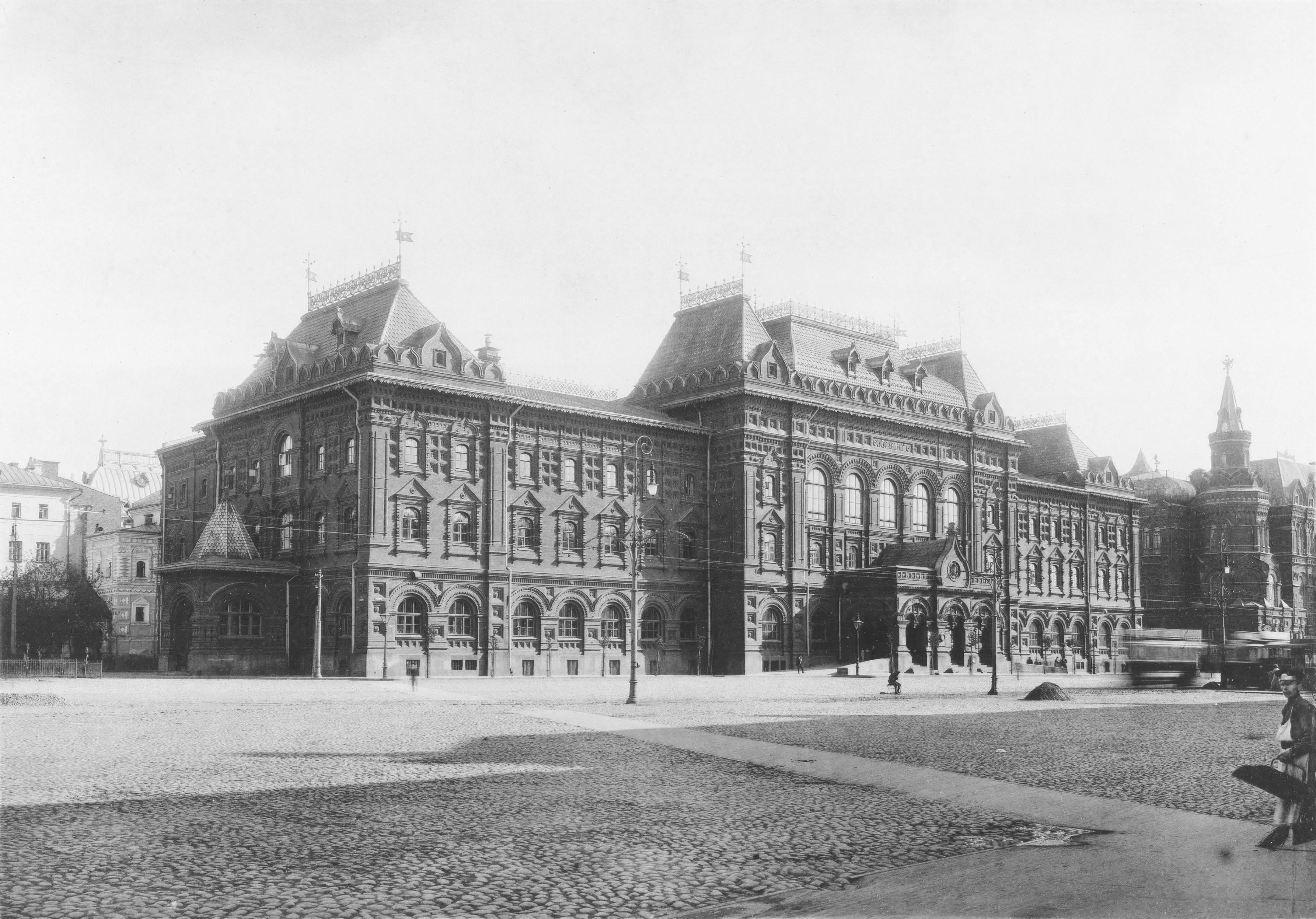
Bâtiment de la Douma de la ville de Moscou

Sous le règne de Catherine II, les réformes du gouvernement local ont conduit à la création de doumas municipales dans les villes russes.
Sous le règne d'Alexandre II, plusieurs réformes furent promulguées au cours des années 1860 et 1870. Il s'agit notamment de la création d'organismes politiques locaux appelés zemstvos. Tous les propriétaires de maisons, les commerçants et les ouvriers payant des impôts sont inscrits sur des listes par ordre décroissant en fonction de leur fortune estimée. L'évaluation totale est ensuite divisée en trois parties égales, représentant trois groupes d'électeurs très inégaux en nombre, dont chacun élit un nombre égal de délégués à la douma municipale. L'exécutif est entre les mains d'un maire élu et d'un uprava, composé de plusieurs membres élus par la douma. Sous Alexandre III, cependant, par des lois promulguées en 1892 et 1894, les doumas municipales furent subordonnées aux gouverneurs de la même manière que les zemstvos. En 1894, des institutions municipales, avec des pouvoirs encore plus restreints, furent accordées à plusieurs villes de Sibérie, et en 1895 à certaines du Caucase.
- Douma de la ville de Moscou
- Douma municipale de Nijni Novgorod

## Doumas d'État

### Empire russe
Sous la pression de la Révolution russe de 1905, le 6 août 1905, Sergueï Witte publie un manifeste sur la convocation de la Douma, initialement considérée comme un organe consultatif. Dans le Manifeste d'octobre suivant, Nicolas II s'engage à introduire des libertés civiles fondamentales, à assurer une large participation à la Douma d'État et à doter la Douma de pouvoirs législatifs et de contrôle.
Cependant, Nicolas II est déterminé à conserver son pouvoir autocratique. Juste avant la création de la Douma en mai 1906, le tsar promulgue les Lois fondamentales. Il stipule en partie que les ministres du tsar ne pouvaient pas être nommés par la Douma et ne sont pas responsables devant elle, niant ainsi un gouvernement responsable au niveau exécutif. De plus, le tsar avait le pouvoir de dissoudre la Douma et d'annoncer de nouvelles élections quand il le souhaitait. Lors de cette première réunion de la Douma, les membres ont proposé la libération des prisonniers politiques, l'octroi de droits aux syndicats et l'introduction d'une réforme agraire. Nicolas II rejeta ces suggestions et dissout l'assemblée en juillet 1906.
La Douma d'État impériale a été élue quatre fois : en 1906, deux fois en 1907 et en 1912.

### Fédération de Russie
La Douma d'État (en russe : Государственная дума, Gosudarstvennaya Duma, abréviation courante : Госдума, Gosduma) en Russie est la chambre basse de l'Assemblée fédérale de Russie (parlement), la chambre haute étant le Conseil de la Fédération de Russie. En vertu de la Constitution russe de 1993, la Douma d'État compte 450 députés (article 95), chacun élu pour un mandat de quatre ans (article 96) ; ce mandat a été porté à cinq ans fin 2008. Lors des élections précédentes de 1993, 1995, 1999 et 2003, la moitié des députés ont été élus au scrutin proportionnel et l'autre moitié au scrutin uninominal majoritaire. Cependant, les élections à la Douma de 2007 ont été réalisées selon un nouveau format : les 450 députés ont été élus selon un système de représentation proportionnelle. Les citoyens russes âgés d'au moins 21 ans peuvent se présenter à la Douma (article 97).